# Bergflugsnappare
Bergflugsnappare (Cyornis whitei) är en asiatisk fågel i familjen flugsnappare inom ordningen tättingar.

## Utseende och läten
Bergflugsnapparen är en medelstor (14–15,5 cm) blå, orange och vit (hanen) eller grå, brun och beige (honan) flugsnappare. Hanen har djupblå ovansida, mer lysande ljusare blått i pannan och blåsvart ansikte. Kanterna på svartaktiga ving- och stjärtpennor är också blå. Undertill är den orangefärgad på hake, strupe och flanker, medan den är vit på undergump och buk.

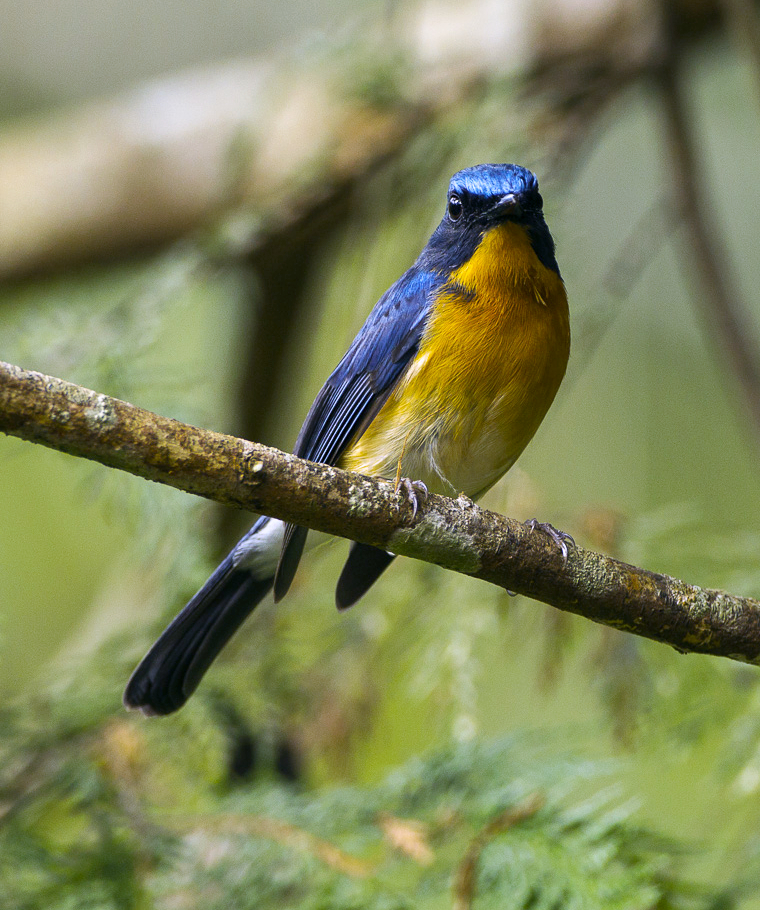
Hane.

Honan är gråbrun där hanen är blå, med rostfärgad övergump och brun stjärt. Undersidan är orangebeige på strupen, på bröstet mer blekorange mot vitt på undergumpen.

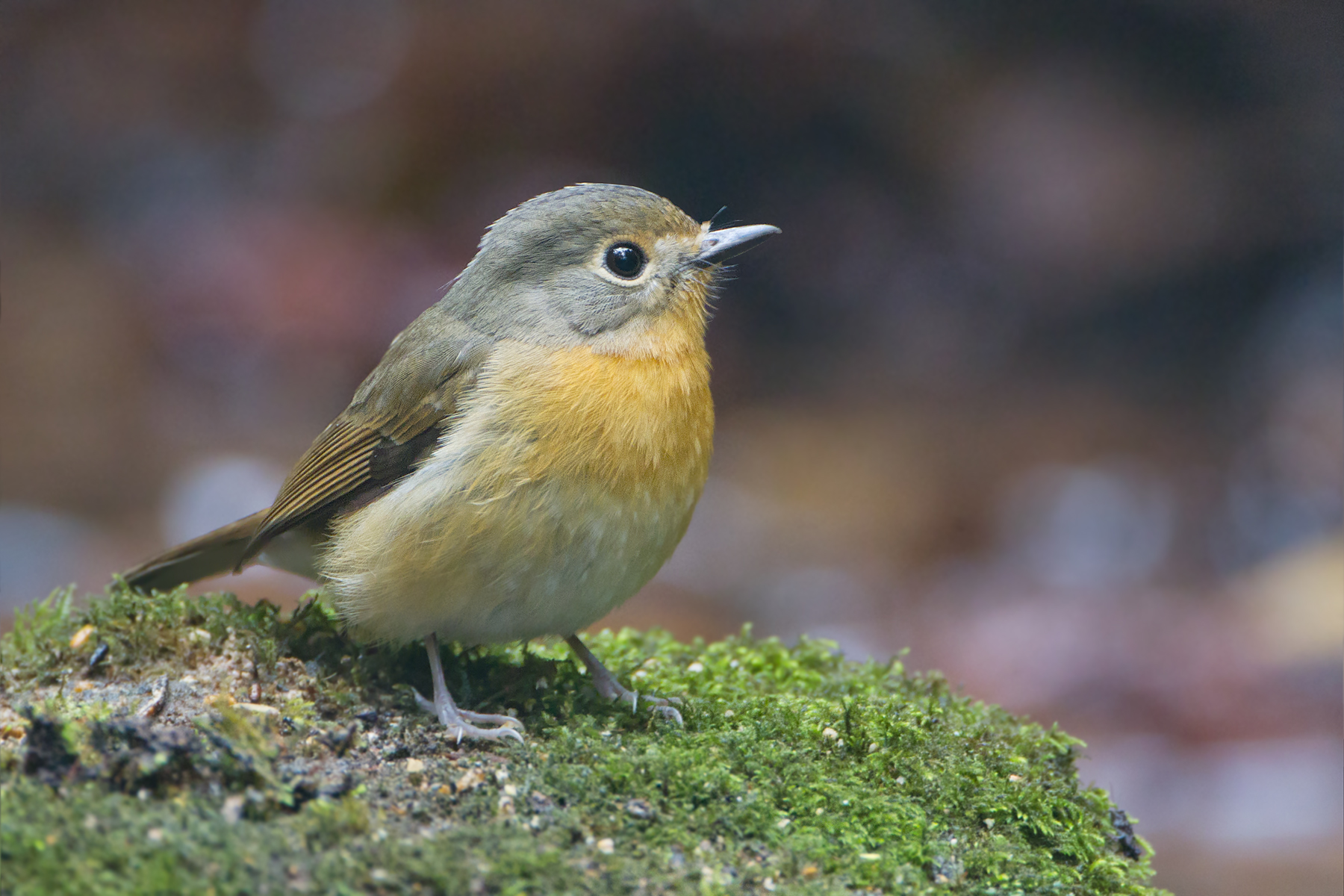
Hona.

### Läten
Bland lätena hörs mjuka "tac" och grälande "trrrt-trrt-trrt".

## Utbredning och systematik
Bergflugsnappare delas numera in i fyra underarter med följande utbredning:
- Cyornis banyumas whitei – norra och östra Myanmar till sydcentrala Kina, norra Thailand och norra Indokina
- Cyornis banyumas lekhakuni – östra Thailand
- Cyornis banyumas deignani – sydöstra Thailand
- Cyornis banyumas coerulifrons – centrala och södra Malackahalvön

Tillfälligt har den påträffats utanför Sydkorea, troligen underarten whitei.

### Artstatus
Artgränserna mellan bergflugsnapparen och dess närmaste släktingar har varit och är fortfarande omstridda. Den har tidigare behandlas som underart till svartkindad flugsnappare, som har rätt liknande sång, liksom C. magnirostris. Fram tills nyligen inkluderade den även populationer på Java och Borneo, då under det vetenskapliga namnet banyumas, och vissa gör det fortfarande. Studier visar dock att de är genetiskt åtskilda mot fastlandspopulationen samt har avvikande läten,
Det svenska trivialnamnet bergflugsnappare har i och med detta förts över till whitei, medan banyumas i begränsad mening döpts om till javaflugsnappare (Cyornis montanus),  varur populationen på Borneo numera urskilts till ytterligare en art numera, dajakflugsnappare (Cyornis montanus)

## Levnadssätt
Bergflugsnapparen hittas i tät och fuktig skog, ofta i raviner och bambusnår. Födan består av små ryggradslösa djur, framför allt flugor men också små skalbaggar och kackerlackor. Fågeln häckar huvudsakligen mellan mars och juli.

## Status och hot
Arten har ett stort utbredningsområde, men tros minska i antal, dock inte tillräckligt kraftigt för att den ska betraktas som hotad. Internationella naturvårdsunionen IUCN listar arten som livskraftig (LC).